# Dermatitis alérgica a la picadura de pulgas en perros y gatos (DAPP)

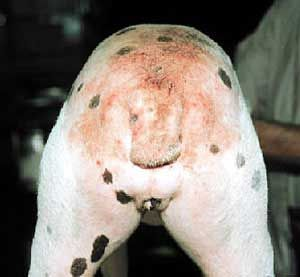

La dermatitis alérgica a la picadura de las pulgas (DAPP) es una hipersensibilidad mixta, tipo I y IV frente a los antígenos contenidos en la saliva de las pulgas. Es la afección cutánea más frecuente en perros y gatos en lugares cálidos y más o menos húmedos (área mediterránea). En zonas continentales suele ser un proceso estacional, iniciándose en primavera o verano y cesando en otoño o invierno. Sin embargo, una vez establecido el estado alérgico basta una picadura semanal para su mantenimiento, por lo que suele convertirse en un proceso perenne. La infestación por pulgas no conlleva necesariamente a una DAPP, por lo que no hay que confundir los dos procesos.
La DAPP es rara encontrarla antes de los 6 meses de edad. Suele presentarse entre el año y los 3 años, aunque algunos autores consideran el periodo de aparición de los 3 a 5 años. Los Pastores alsacianos y Boyeros de Flandes parecen estar predispuestos a esta clase de alergia.

## Cuadro clínico
En perros aparece una dermatitis pruriginosa, con formación de costras y escamas en el área lumbosacra y miembros posteriores. En el abdomen suelen existir lesiones papulosas. El rascado causado por el prurito en casos severos puede originar alopecias en axilas, ingles, cuello y pabellones auriculares. La seborrea y pioderma secundaria son habituales.
En gatos aparecen pápulas costrosas en la parte dorsal del cuerpo, extendiéndose hacia cuello y abdomen, con alopecia secundaria y pelos rotos. También se puede manifestar como alopecia simétrica o como complejo granuloma eosinofílico.

## Diagnóstico
Hallazgos clínicos característicos -distribución lumbosacra-.
La anamnesis, con aparición estacional (primavera-verano) y respuesta temporal al controlar las pulgas de perro (Ctenocephalides canis) y de gato (Ctenocephalides felis).
Para poner de manifiesto la presencia de pulgas y sus deyecciones, es necesario aislar varias y colocarlas sobre un papel de filtro blanco. Humedecerlas con suero o con agua oxigenada. En el primer caso aparecerá un tono rojizo en el papel y en el segundo una efervescencia.
Hay que tener en cuenta que la picadura de un solo parásito puede causar la alergia, por lo que hay muchas ocasiones en las que no es posible encontrar restos de heces ni individuos sobre el animal.
La intradermorreacción tiene un número elevado de falsos negativos, por lo que no es concluyente. En caso de realizarla, hasta un 30% de los casos la respuesta es retardada (48 horas). Con extracto de cuerpo entero de pulga (1000UN/ml) en casi el 90% de los pacientes con manifestaciones clínicas existe una reactividad casi inmediata, pero tampoco es concluyente la prueba, aunque puede ayudar al cliente a darse cuenta de la importancia de las pulgas en este proceso.
En felinos las intradermorreacciones son menos fiables. La eosinofilia circulante es común. Se debe hacer diagnóstico diferencial para cheyletielosis, alergia alimentaria, dermatofitosis, foliculitis, deficiencias dietéticas y dermatitis miliar idiopática. 
En los perros la atopía es el diagnóstico diferencial más importante.

## Tratamiento
Es fundamental implantar un control de las pulgas a todos los niveles, tanto sobre el animal, como en el medio ambiente: cama, casa, alfombras, establos, etc.
El control ambiental es el más importante, pudiéndose usar combinaciones de adulticidas y reguladores del crecimiento.
Sobre el animal hay que utilizar productos de aplicación tópica, nunca sistémicos, ya que estos últimos actúan después de que ha picado el insecto, sensibilizando al paciente. Al resto de animales que convivan con el afectado hay que tratarles igualmente. En este caso sí se podrán aplicar productos de acción sistémica.
Usualmente es necesario controlar el prurito, para lo que se aplicará un tratamiento concurrente con prednisona o prednisolona (1-2 mg/kg/24 horas durante 5-7 días para luego ir reduciendo de forma progresiva hasta dosis de mantenimiento, que será aquella inmediatamente superior a la dosis que vuelve a presentar prurito). Se suele requerir terapia de larga duración.
Los antihistamínicos se pueden emplear junto con los corticoides con el fin de reducir la dosis de estos últimos para controlar el prurito.
La hiposensibilización funciona en el 40% de los perros y en los felinos carece de eficacia. Es mucho más eficaz evitar el contacto con el alérgeno y controlar el prurito.